# ひばりヶ丘駅

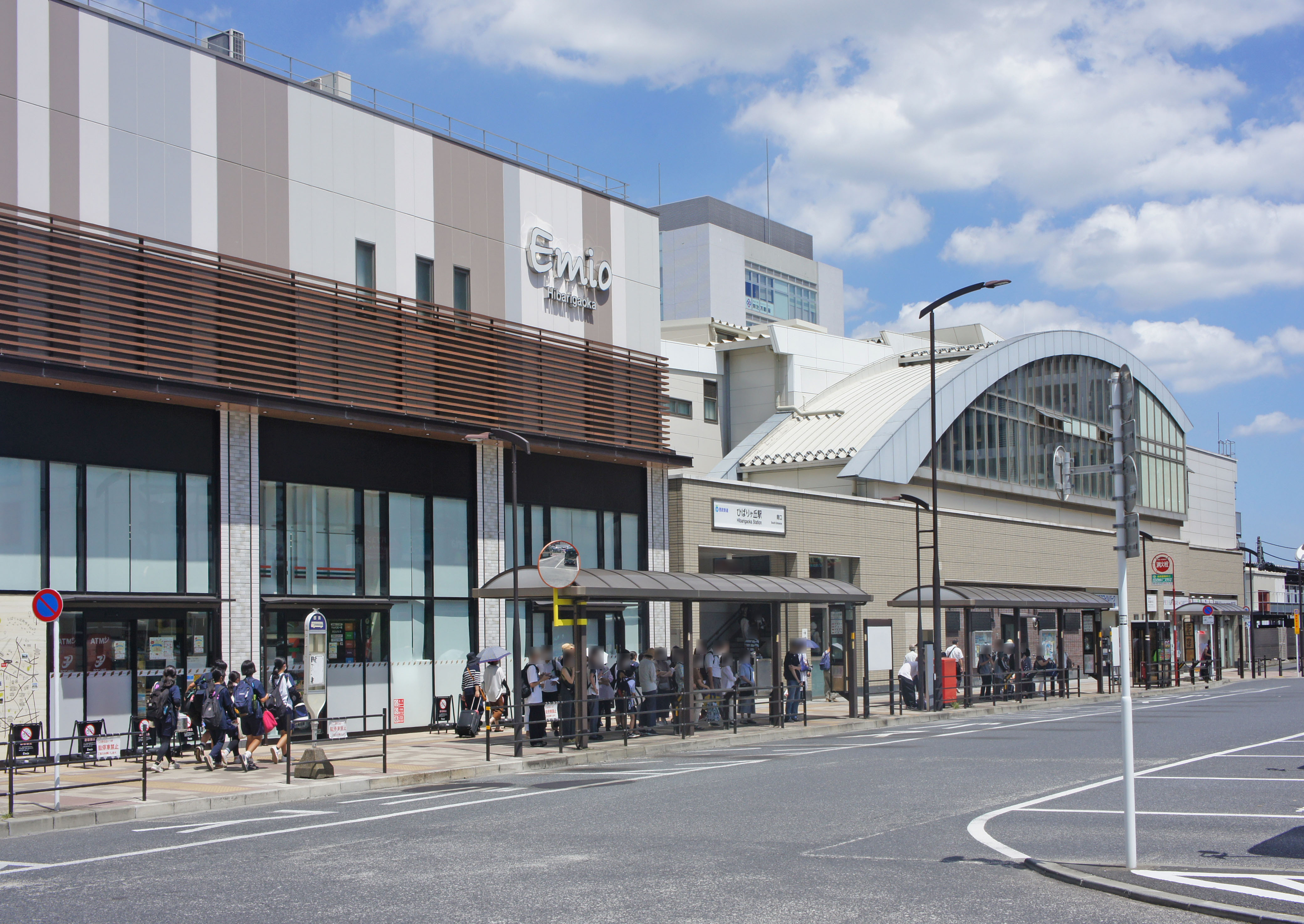
南口（2022年7月）

ひばりヶ丘駅（ひばりがおかえき）は、東京都西東京市住吉町三丁目にある、西武鉄道池袋線の駅である。駅番号はSI13。

## 歴史
- 1924年（大正13年）6月11日 - 武蔵野鉄道の田無町駅（たなしまちえき）として開業。
  - 当時、田無駅および西武新宿線は未開業（ともに1927年開業）。旧・田無町の北端からわずかに外れた保谷村の当駅が田無駅開業まで田無町への玄関となった。
- 1959年（昭和34年）5月1日 - ひばりが丘団地の造成に併せ、ひばりヶ丘駅に改称。
- 1960年（昭和35年）6月2日 - 駅構造を単式ホーム1面1線+島式ホーム1面2線から、島式ホーム2面4線に変更[1]。
- 1963年（昭和38年）11月1日 - ホームが10両編成対応に延伸され、同時に跨線橋の使用を開始する[2]。
- 1967年（昭和42年）10月15日 - 橋上駅舎使用開始[1]。
- 1992年（平成4年） - 自動改札機を導入。
- 1999年（平成11年） - ワイヤレスマイクによる発車メロディを導入。
- 2001年（平成13年）1月21日 - 保谷市と田無市が合併して西東京市が発足[3]、西東京市の駅となる。
- 2003年（平成15年）4月 - 利用者の増加に対応するため、駅舎改良工事を開始（2005年5月まで）。
  - ホームの拡幅・嵩上げ、上屋建て替え工事などを実施。
  - 同時に北口階段を除き、バリアフリー化を伴う全面建て替えも行われた。
- 2005年（平成17年）
  - 3月 - バリアフリー対応工事の進展により、新しい南口階段の供用を開始。
  - 5月 - 新駅舎1階にセブン-イレブンひばりヶ丘駅南口店が開店。これをもってバリアフリー対応工事が完了。
- 2013年（平成24年）12月18日 - 駅ナカ商業施設「Emioひばりヶ丘」が開業。駅構内にあった既存の店舗をリニューアルする形でオープン。
- 2018年（平成30年）
  - 3月21日 - 駅舎改修工事のため、この日から「Emioひばりヶ丘」が全店休業[4]。
  - 4月26日 - 北口の新階段とエレベーター・エスカレーターを使用開始[5][6]。
- 2019年（平成31年）
  - 2月20日 - 駅舎および橋上店舗改良工事のスケジュールを発表[7]。
    - 2020年度に完了し、乗客用トイレ・南口エスカレーターなどの改修工事を行った[7][8]。
    - 2021年度に完了し、「Emioひばりヶ丘」の増床と既存店舗の改修工事を行った[7][8]。

  - 3月16日 - 北口駅前ロータリーを14時より供用開始[7][9]。北口でも駅前からバスが発着するようになる[7][9]。
- 2020年（令和2年）
  - 1月31日 - 駅舎改修工事の進捗により、2005年5月のバリアフリー対応工事完了の際に出店したセブン-イレブンが、この日の15時をもって閉店。
  - 11月10日　- ひばりが丘駅前交番が、南口エレベーター横に移動。

## 駅構造
島式ホーム2面4線を有する地上駅。内側2線が本線、外側が待避線であり、1・2番ホームが下り、3・4番ホームが上りとなっている。橋上駅舎を有している。
駅舎はバリアフリー化が遅れていたが、2005年（平成17年）に改良工事が完成し、ホーム上屋の一部にアーチ状屋根が採用された。ホームと改札階、改札階と南口側地上との間をそれぞれ連絡するエレベーターとエスカレーターがある。トイレは2階改札内にあり、多機能トイレも併設している。
一方で、北口側は入口の両端に店舗があり、バリアフリー施設を設置するスペースが長らく存在しないこともあり旧態依然であったが、西東京市が推進する駅のバリアフリー化事業により2018年4月に新しい北口の階段・エスカレーター・エレベーターが新設された。これにより西東京市内の全5駅のバリアフリー化が完成した。

### のりば
| ホーム | 路線   | 方向 | 行先                               |
| ------ | ------ | ---- | ---------------------------------- |
| 1・2   | 池袋線 | 下り | 所沢・飯能・西武秩父方面           |
| 3・4   | 池袋線 | 上り | 練馬・池袋・新木場・渋谷・横浜方面 |

（出典：西武鉄道:駅構内図）
- 内側2線（2・3番ホーム）が本線（主本線）、外側2線（1・4番ホーム）が副線（待避線）である。なお一部の快速、準急列車で、他列車の待避がなくても1・4番ホームを使用する列車がある。これらは主に不定期運転の臨時列車の待避や前後の列車との運転間隔の調整を前提とした事である。
- 特急および平日朝ラッシュ時に運行される通勤急行・S-TRAIN以外の全旅客営業列車が停車する。
- 主に当駅で急行と準急・各駅停車の相互接続を行うが、土休日夜の下り急行の一部は接続がない。2019年3月16日改正では下り列車のみ当駅での緩急接続が減らされたが2020年3月14日の改正で元に戻されている。
- 平日早朝には上り快速が当駅で特急の通過待ちを行う。また土曜・休日ダイヤの上り快速急行1本は、当駅で特急の通過待ち合わせを行う。
- 平日朝、西武線池袋駅への先着列車は、快速急行・急行池袋駅行き・続行する通勤準急の池袋駅行き、および練馬駅で各停池袋駅行きに接続する快速元町・中華街駅行き・準急新木場駅行きが基本であるが、8時台1本の準急新木場駅行きのみ、各停池袋駅行きへの接続駅が石神井公園駅となっている。
- 土曜・休日の野球ダイヤ時では、副都心線からのFライナー快速急行小手指行が快速西武球場前行に行先変更（当駅から各駅に停車）となり、それに接続する形で、当駅始発の快速急行小手指行きが2本設定されている。 これは、行先変更により運転の無くなってしまう所沢より先の乗客への利便性を落とさないようにするためのものである。なお、始発の快速急行は、所沢で新宿線本川越方面からの各停西武球場前行（前述の快速より先行）に連絡するパターンがある。
- 西武ドームや入間基地航空祭などのイベント輸送では、所沢方面から当駅止まりの電車が不定期だが設定されており、各系列の行先表示器にもひばりヶ丘の表示が存在する。ただし当駅には折り返し設備がないので、到着した電車は乗客を降車した後、1駅先の保谷駅の留置線へ回送されていた。これは配線改良前の保谷駅では本線を使っての上り列車の下り方面への折り返しが出来なかったためである。なお、野球イベント輸送は2012年6月30日のダイヤ改正で、保谷・清瀬・所沢行きに変更され一旦消滅したが、2025年3月15日のダイヤ改正以降、平日ナイターダイヤの西武球場前発22時57分で設定が復活した。その他人身事故や車両故障等のダイヤ乱れ等の場合にも突発的に運転される事がある。

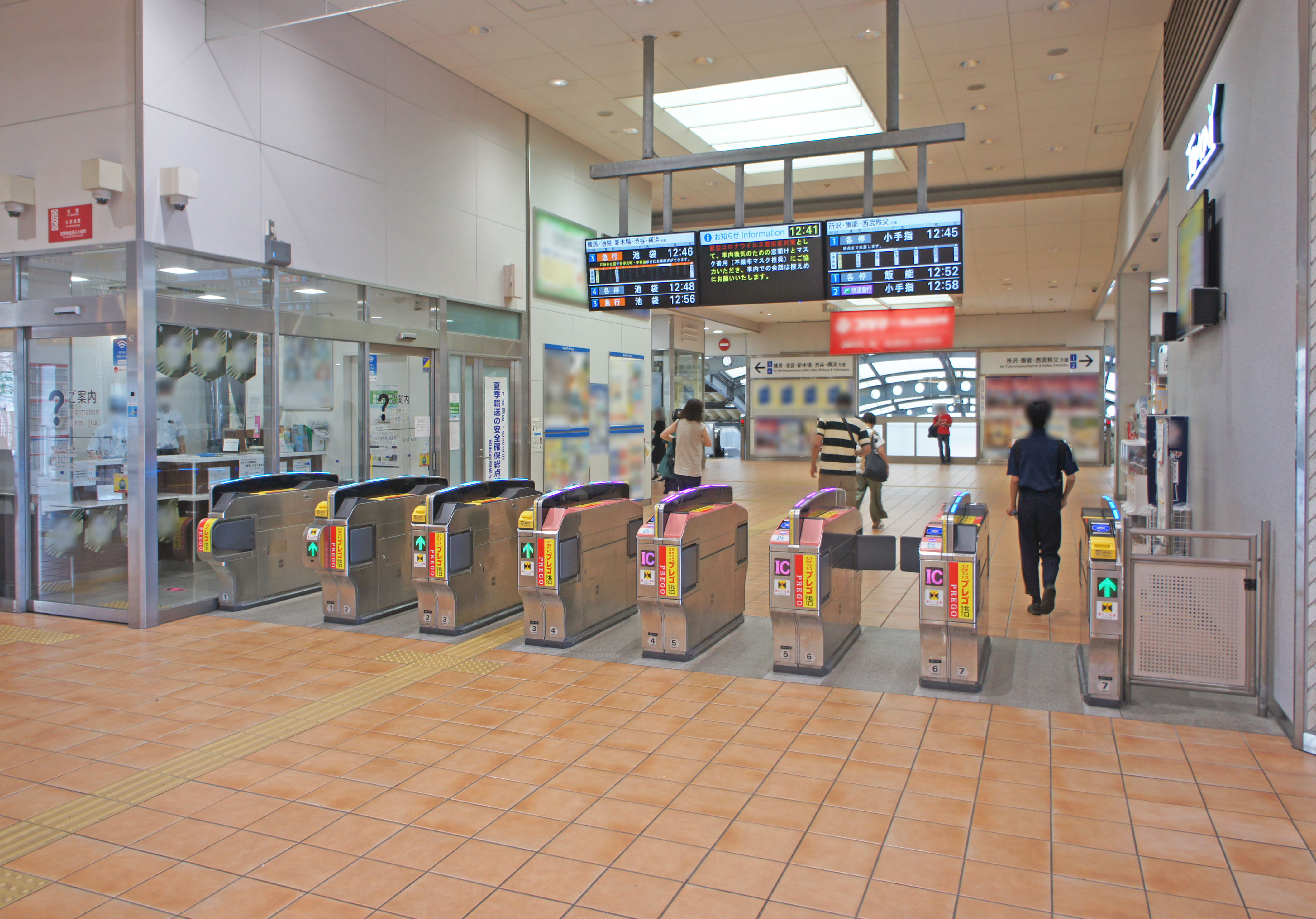
改札口（2022年7月）
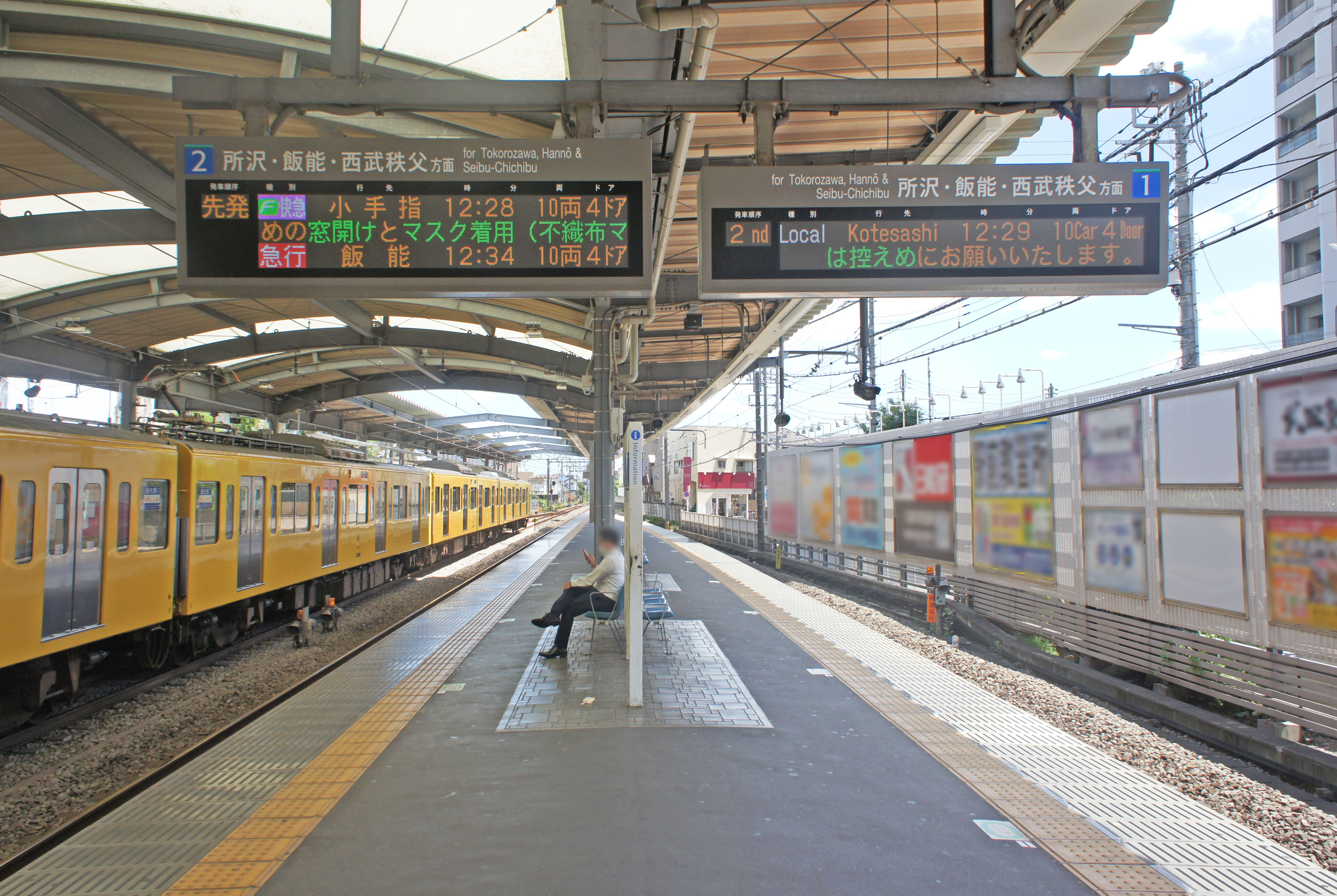
1・2番ホーム（2022年7月）
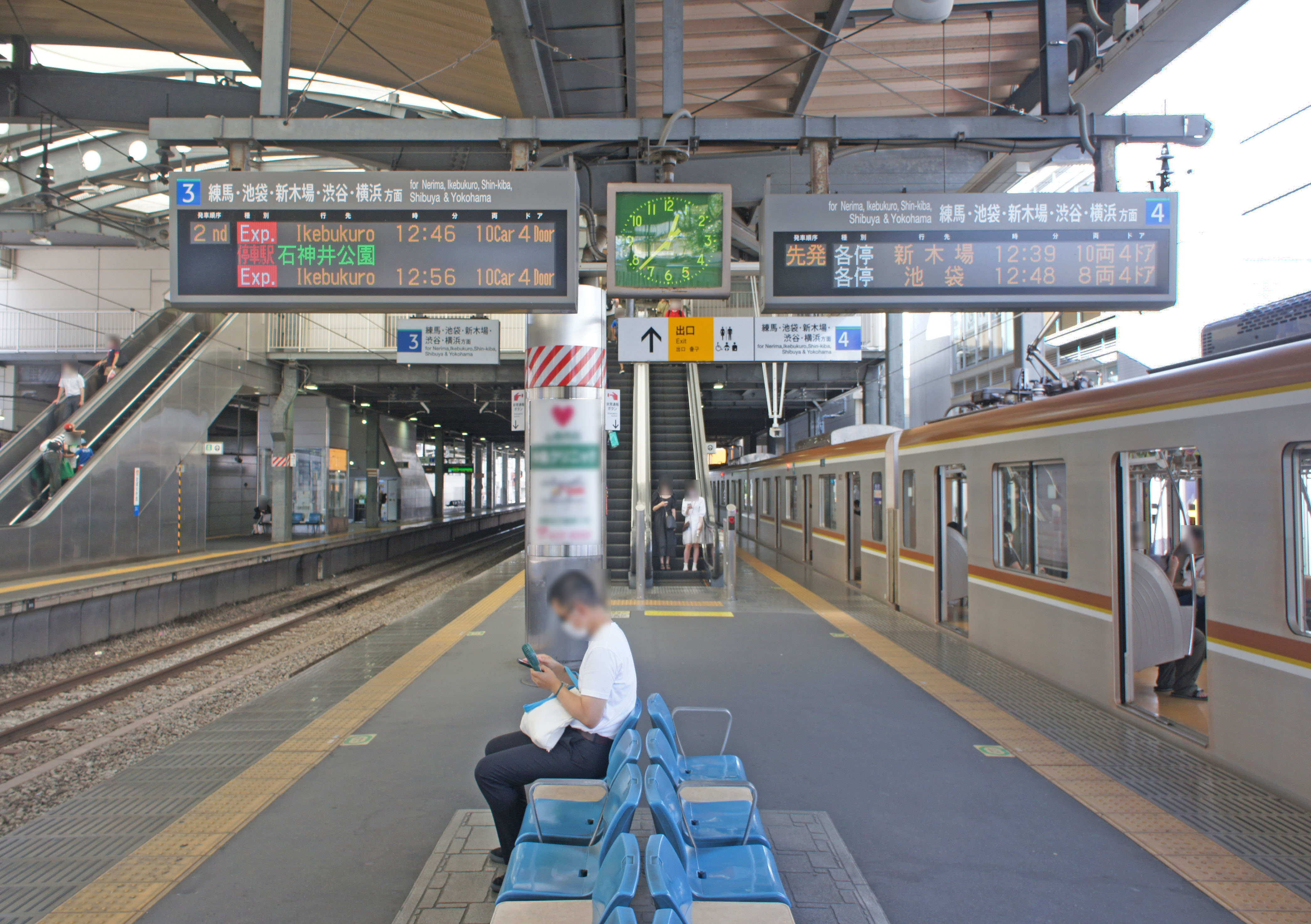
3・4番ホーム（2022年7月）

## 利用状況
2024年（令和6年）度の1日平均の乗降人員は68,792人であり、西武鉄道全92駅中11位。
近年の1日平均乗降・乗車人員の推移は下表の通り。
| 年度               | 1日平均 乗降人員 | 1日平均 乗車人員 | 出典     |
| ------------------ | ---------------- | ---------------- | -------- |
| 1956年（昭和31年） |                  | 3,835            | [ * 1 ]  |
| 1957年（昭和32年） |                  | 4,429            | [ * 2 ]  |
| 1958年（昭和33年） |                  | 5,624            | [ * 3 ]  |
| 1959年（昭和34年） |                  | 9,086            | [ * 4 ]  |
| 1960年（昭和35年） |                  | 10,909           | [ * 5 ]  |
| 1961年（昭和36年） |                  | 12,428           | [ * 6 ]  |
| 1962年（昭和37年） |                  | 14,501           | [ * 7 ]  |
| 1963年（昭和38年） |                  | 16,332           | [ * 8 ]  |
| 1964年（昭和39年） |                  | 17,956           | [ * 9 ]  |
| 1965年（昭和40年） |                  | 19,101           | [ * 10 ] |
| 1966年（昭和41年） |                  | 20,310           | [ * 11 ] |
| 1967年（昭和42年） |                  | 21,543           | [ * 12 ] |
| 1968年（昭和43年） |                  | 22,147           | [ * 13 ] |
| 1969年（昭和44年） |                  | 23,455           | [ * 14 ] |
| 1970年（昭和45年） |                  | 24,556           | [ * 15 ] |
| 1971年（昭和46年） |                  | 25,014           | [ * 16 ] |
| 1972年（昭和47年） |                  | 25,847           | [ * 17 ] |
| 1973年（昭和48年） |                  | 26,871           | [ * 18 ] |
| 1974年（昭和49年） |                  | 27,973           | [ * 19 ] |
| 1975年（昭和50年） |                  | 28,331           | [ * 20 ] |
| 1976年（昭和51年） |                  | 28,115           | [ * 21 ] |
| 1977年（昭和52年） |                  | 28,512           | [ * 22 ] |
| 1978年（昭和53年） |                  | 29,016           | [ * 23 ] |
| 1979年（昭和54年） |                  | 29,410           | [ * 24 ] |
| 1980年（昭和55年） |                  | 30,153           | [ * 25 ] |
| 1981年（昭和56年） |                  | 30,868           | [ * 26 ] |
| 1982年（昭和57年） |                  | 31,249           | [ * 27 ] |
| 1983年（昭和58年） |                  | 31,967           | [ * 28 ] |
| 1984年（昭和59年） |                  | 32,468           | [ * 29 ] |
| 1985年（昭和60年） |                  | 32,964           | [ * 30 ] |
| 1986年（昭和61年） |                  | 33,986           | [ * 31 ] |
| 1987年（昭和62年） |                  | 34,402           | [ * 32 ] |
| 1988年（昭和63年） |                  | 35,504           | [ * 33 ] |
| 1989年（平成元年） |                  | 35,910           | [ * 34 ] |
| 1990年（平成02年） |                  | 36,745           | [ * 35 ] |
| 1991年（平成03年） |                  | 37,216           | [ * 36 ] |
| 1992年（平成04年） |                  | 37,055           | [ * 37 ] |
| 1993年（平成05年） |                  | 37,315           | [ * 38 ] |
| 1994年（平成06年） |                  | 36,907           | [ * 39 ] |
| 1995年（平成07年） |                  | 36,041           | [ * 40 ] |
| 1996年（平成08年） |                  | 35,381           | [ * 41 ] |
| 1997年（平成09年） |                  | 35,058           | [ * 42 ] |
| 1998年（平成10年） |                  | 34,077           | [ * 43 ] |
| 1999年（平成11年） |                  | 32,978           | [ * 44 ] |
| 2000年（平成12年） |                  | 32,312           | [ * 45 ] |
| 2001年（平成13年） |                  | 32,211           | [ * 46 ] |
| 2002年（平成14年） | 63,955           | 31,745           | [ * 47 ] |
| 2003年（平成15年） | 64,599           | 32,060           | [ * 48 ] |
| 2004年（平成16年） | 64,940           | 32,156           | [ * 49 ] |
| 2005年（平成17年） | 66,033           | 32,696           | [ * 50 ] |
| 2006年（平成18年） | 66,499           | 32,959           | [ * 51 ] |
| 2007年（平成19年） | 67,318           | 33,473           | [ * 52 ] |
| 2008年（平成20年） | 67,682           | 33,663           | [ * 53 ] |
| 2009年（平成21年） | 68,663           | 34,167           | [ * 54 ] |
| 2010年（平成22年） | 67,591           | 33,786           | [ * 55 ] |
| 2011年（平成23年） | 66,387           | 33,180           | [ * 56 ] |
| 2012年（平成24年） | 67,456           | 33,696           | [ * 57 ] |
| 2013年（平成25年） | 68,930           | 34,433           | [ * 58 ] |
| 2014年（平成26年） | 67,907           | 33,918           | [ * 59 ] |
| 2015年（平成27年） | 69,024           | 34,497           | [ * 60 ] |
| 2016年（平成28年） | 70,247           | 35,121           | [ * 61 ] |
| 2017年（平成29年） | 72,652           | 36,323           | [ * 62 ] |
| 2018年（平成30年） | 73,607           | 36,800           | [ * 63 ] |
| 2019年（令和元年） | 74,392           | 37,189           | [ * 64 ] |
| 2020年（令和02年） | 55,311           |                  |          |
| 2021年（令和03年） | 58,883           |                  |          |
| 2022年（令和04年） | 63,812           |                  |          |
| 2023年（令和05年） | 66,846           |                  |          |
| 2024年（令和06年） | 68,792           |                  |          |

## 駅周辺

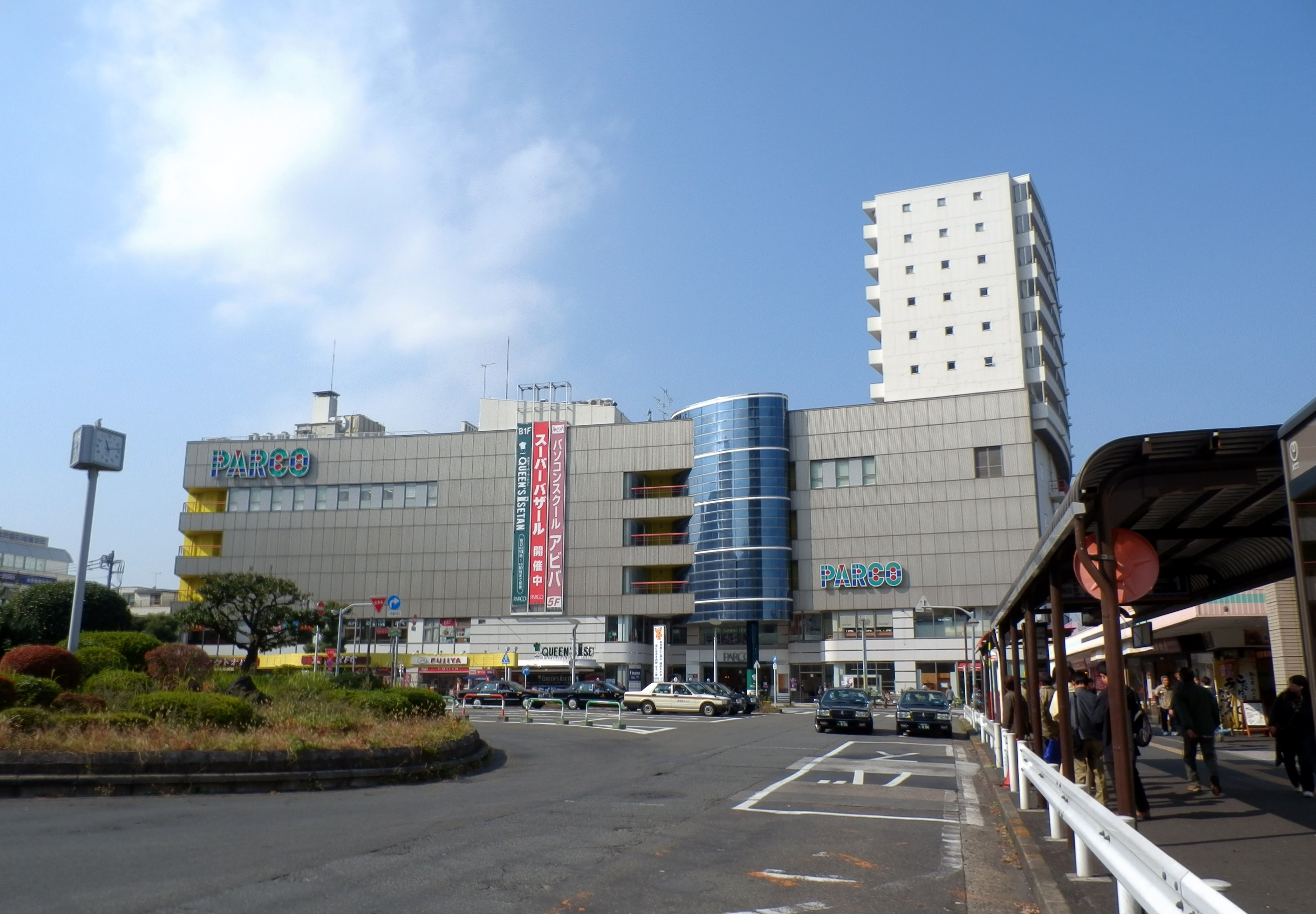
ひばりヶ丘PARCO（アリエビル）

### 駅構内
出店店舗の詳細は西武プロパティーズ公式サイト「ひばりが丘駅の店舗情報」を参照。

### 南口
- 田無警察署ひばりヶ丘駅前交番
- 西東京市役所ひばりヶ丘駅前出張所
- 西東京市ひばりが丘図書館
- 西東京市ひばりが丘公民館
- 西東京市ひばりが丘福祉会館
- PARCOひばりが丘店
- 西友ひばりが丘店
  - コジマ×ビックカメラ 西友ひばりヶ丘店
- アリエビル（ひばりが丘PARCO）
- 三井住友銀行ひばりヶ丘支店
- りそな銀行ひばりヶ丘支店
- みずほ信託銀行ひばりが丘支店
- 住友重機械工業田無製作所（バス利用）
- ひばりが丘団地 - UR都市機構ひばりが丘パークヒルズとして再開発。バス利用。
  - 西友ひばりが丘団地店
- 西東京いこいの森公園
- 自由学園
- ひばりが丘郵便局
- まなマートひばりヶ丘店
- Big-A西東京谷戸町店
- コープとうきょうひばりが丘店

南口には広い駅前広場があり、そこから武蔵境、三鷹方面へのバス路線が発着する。広場を囲むように西友とPARCOが建つ。駅から田無駅方面に延びる谷戸新道（都道112号）沿いは商店街となり、駅前再開発により建設された高層マンションが立ち並ぶが、一歩入るとすぐに住宅街となる。特に西側の東久留米市側は学園町と呼ばれ、自由学園を中心に碁盤の目のように道路が走る。
南口にかつてあった「都営亦六（またろく）住宅」跡地は、地区計画による再開発が行われ、タワーマンションが建設されている。
南口ではひばりが丘団地の建て替えと民間の大規模マンションや戸建て住宅の建設が続いており、今後1万人程度の利用者の増加が見込まれている。
西東京市の駅前広場バリアフリー事業に伴い、2018年3月までに南口ロータリーが改良された。バスやタクシーの乗降場や待機スペースの整備、福祉車両優先スペースの整備などが行われた。

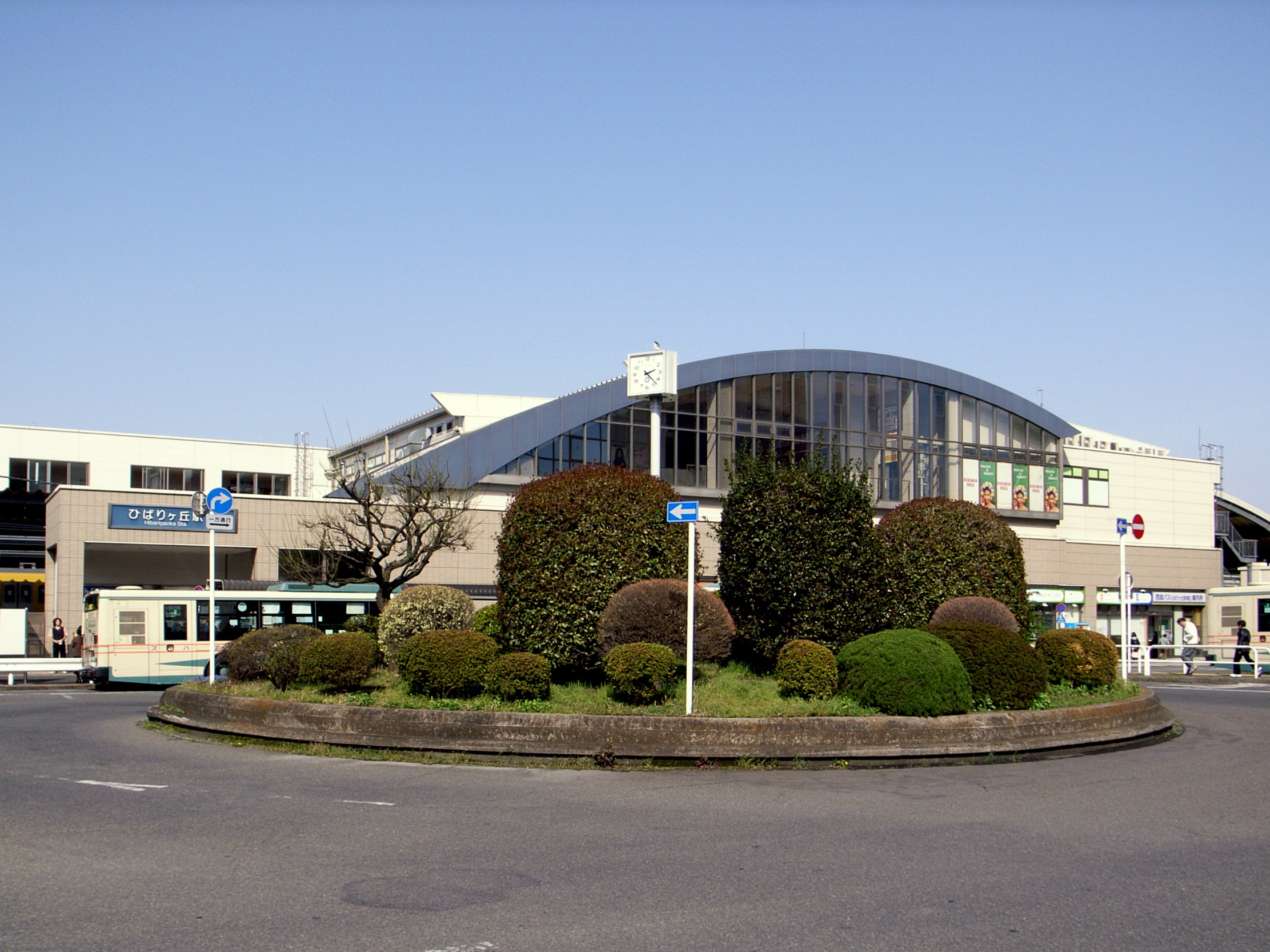
南口駅前広場（2010年6月）
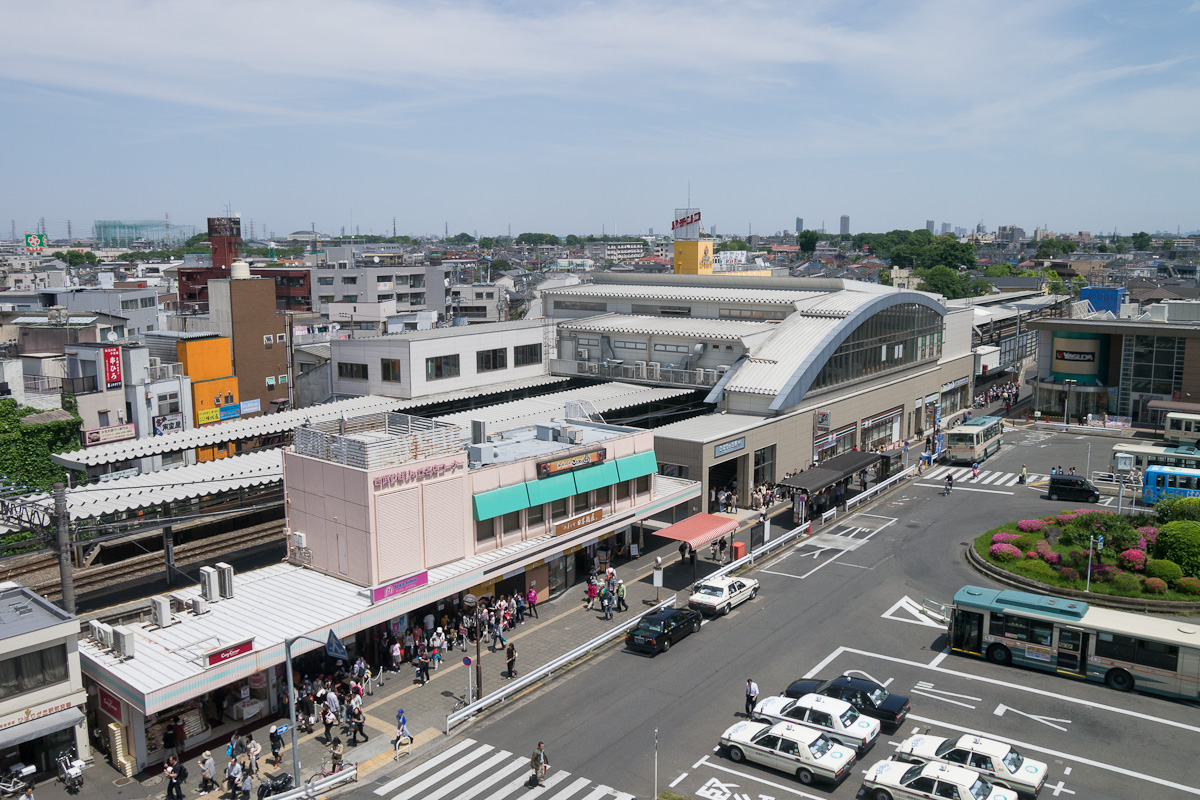
2005年に改良された南口駅舎（2012年5月）

### 北口
- ひばりが丘北郵便局
- みずほ銀行ひばりが丘支店
- 多摩信用金庫ひばりが丘支店
- 青梅信用金庫新座支店
- オリンピックひばりヶ丘店
- ライフ新座店
- 新座警察署栗原交番

地理的には西東京・東久留米・新座の3市の市境に近く、それぞれから利用者が集まる。
北口は南口と対照的に隘路が入り組み、商店街を中心に発達した。2010年8月には東京都都市整備局から「街並み再生地区」に指定された。
北口駅前ロータリーが供用開始するまで、北口バスターミナルは駅北側の埼玉県新座市内にあった。2019年（平成31年）に北口駅前広場が完成し、同年3月16日からバス乗り場が移設された。

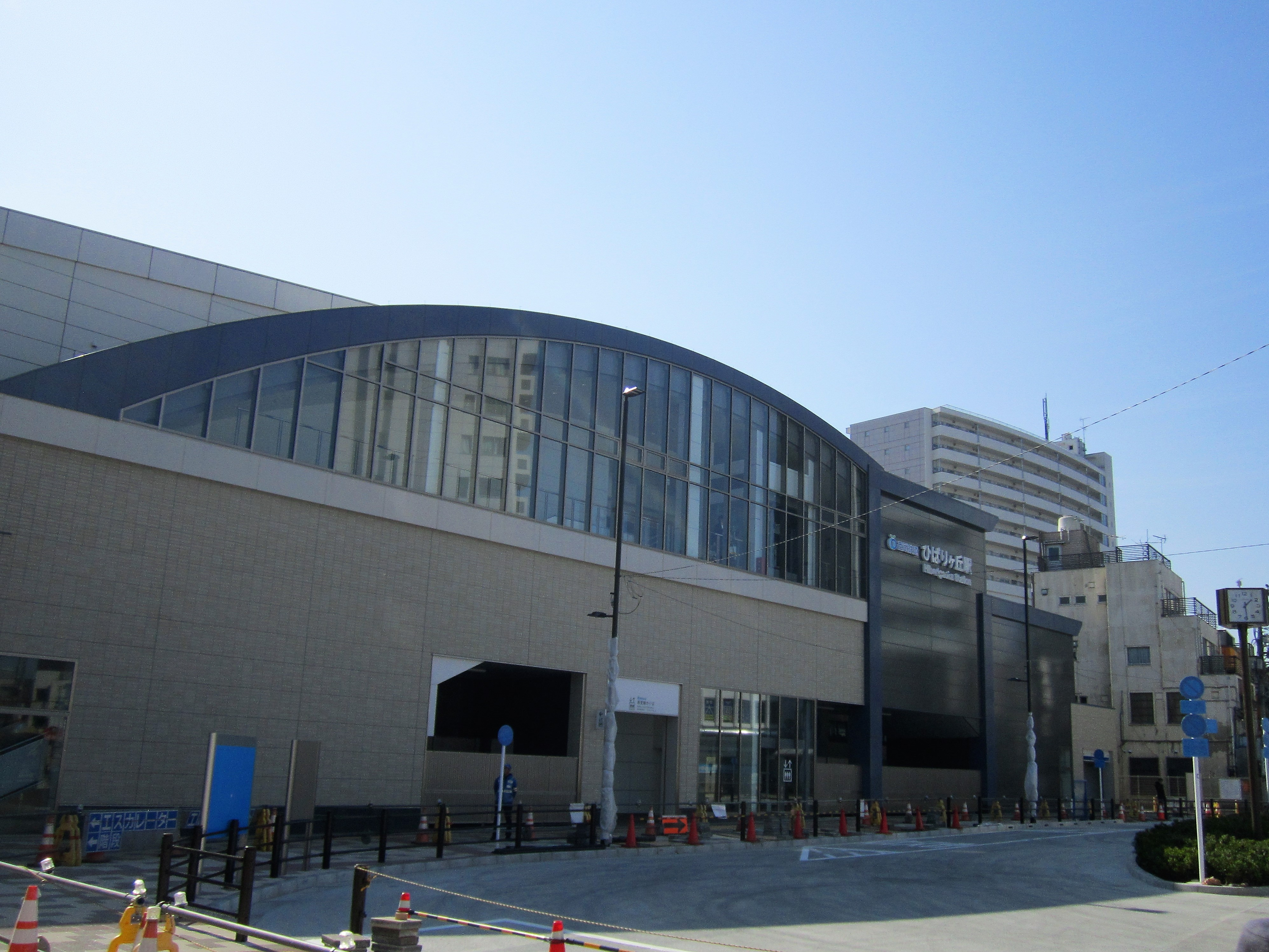
供用開始直前の北口駅前ロータリー（2019年3月）
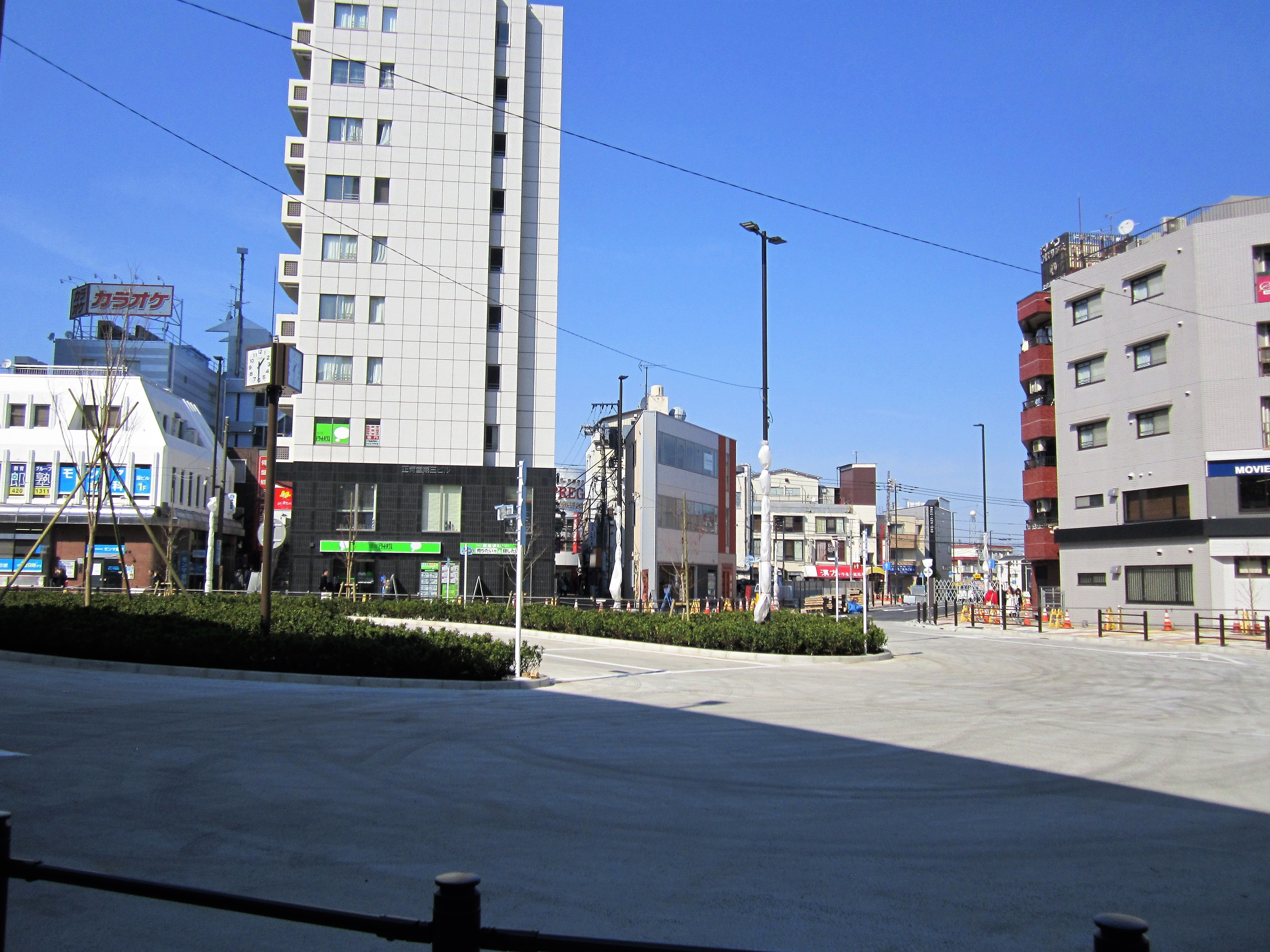
整備中の北口駅前広場と都市計画道路（2019年3月）
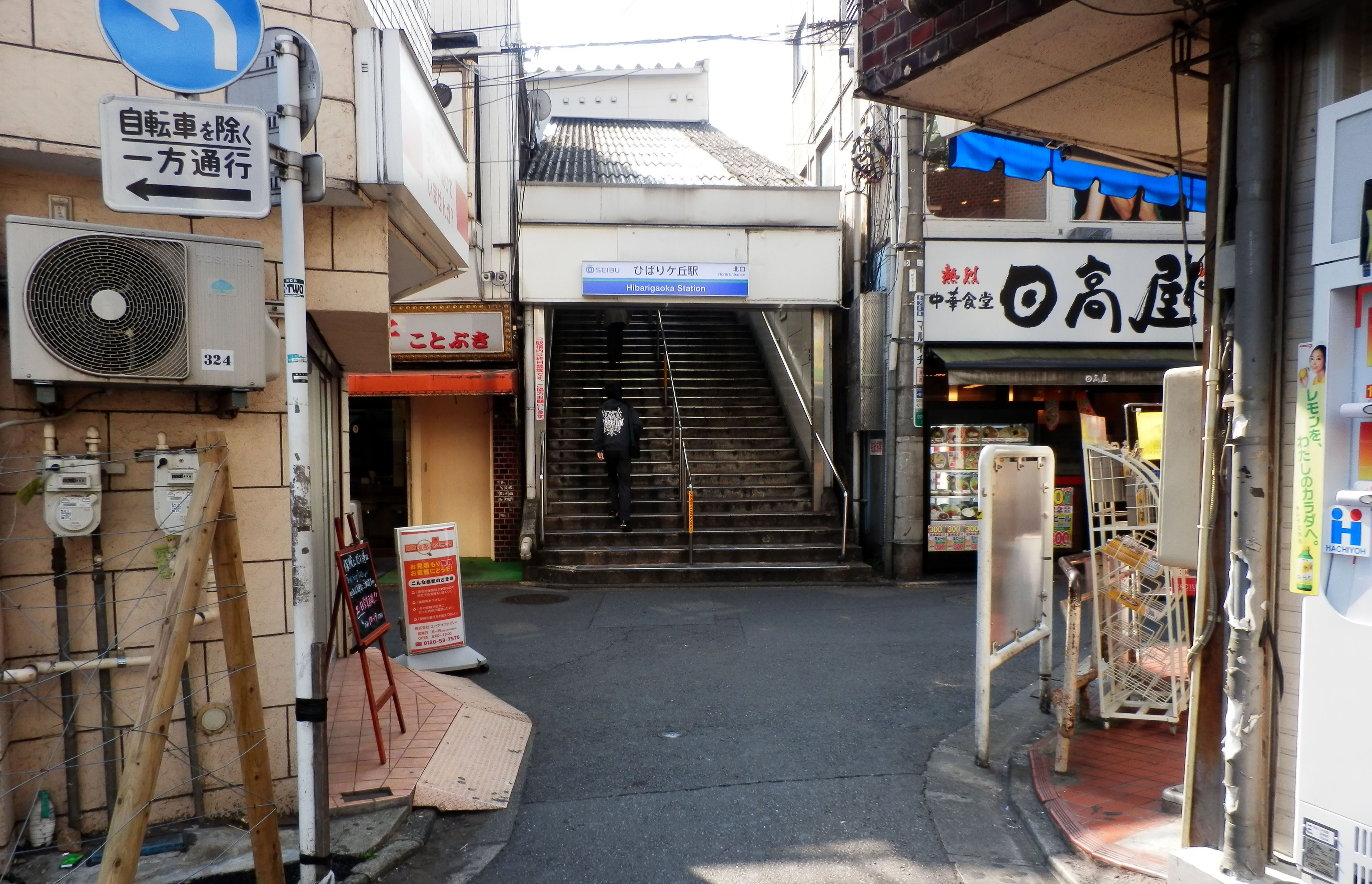
商店に挟まれた旧・北口（2012年11月）
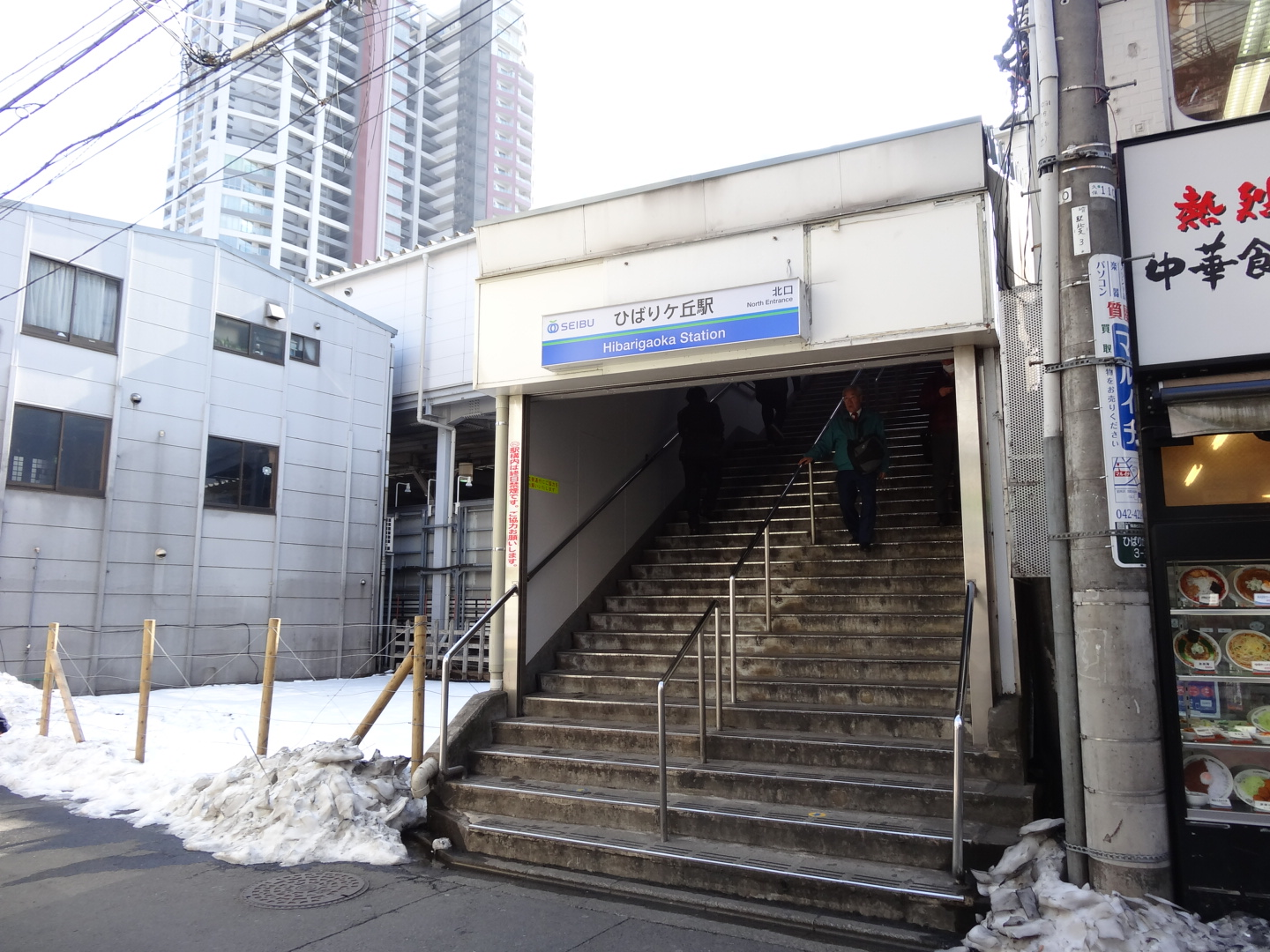
バリアフリー対応工事前の旧・北口の階段（2014年2月）

## バス路線
新座市コミュニティバス「にいバス」（東武バスウエスト新座営業事務所により運行）を除き、一般路線バス、西東京市コミュニティバス「はなバス」のいずれも西武バスにより運行。
当駅と田無駅間のバス利用の便宜を図るために、西武バスにより2004年4月から発売されていた「ひばり田無フリー定期券」は、2019年2月28日を以って発売終了となった。

### 南口（ひばりヶ丘駅）
1番のりば
- 西武バス
  - 境03・深夜：武蔵境駅
  - 田42・深夜：田無駅

2番のりば
- 西武バス
  - 境04：武蔵境駅
  - 田43：田無駅
  - 鷹22：三鷹駅

3番のりば
- 西武バス
  - 境07：武蔵境駅
  - 田44：田無駅
  - 入庫・深夜バス：文華女子高等学校
  - 深夜：南沢五丁目
  - ひばり81・ひばり82：滝山営業所
- はなバス
  - 第2ルート：住吉・泉町循環 / 東伏見駅北口
- 深夜急行バス（ミッドナイトアロー）おりば

### 北口（ひばりヶ丘駅北口）
2019年3月16日14時から北口駅前ロータリーが供用され、駅前からバスが発着するようになった。
それまでは、ひばりヶ丘駅北口停留所は北口より徒歩5分の新座市栗原5丁目12-9に、西武バス専用折返し場を設けて乗降を扱っていた。北口駅前ロータリー供用開始に伴い、西武バスのダイヤ改正が行われ、旧折返し場の北側に「栗原五丁目」停留所が新設された。
折返し場構内には、かつては西武バス案内所が設置されていた。また折返し場と一体化した形でデイリーヤマザキひばりヶ丘北口店が出店しており、店舗からバス停留所へ屋根が伸びて雨に濡れずバスを待つことができた。北口駅前ロータリー供用開始後、デイリーヤマザキは2019年3月31日13時をもって休店している。
なお、東京都シルバーパスは北口発着路線では利用対象外となっており、北口駅前ロータリー供用後も扱いは変わらない（ひばりヶ丘駅北口の次の停留所が新座市内となるため）。
1番のりば
- 西武バス
  - ひばり71：朝霞台駅 ※深夜バス運行

2番のりば
- 西武バス
  - ひばり73：志木駅南口
  - ひばり77：新座営業所 ※深夜バス運行

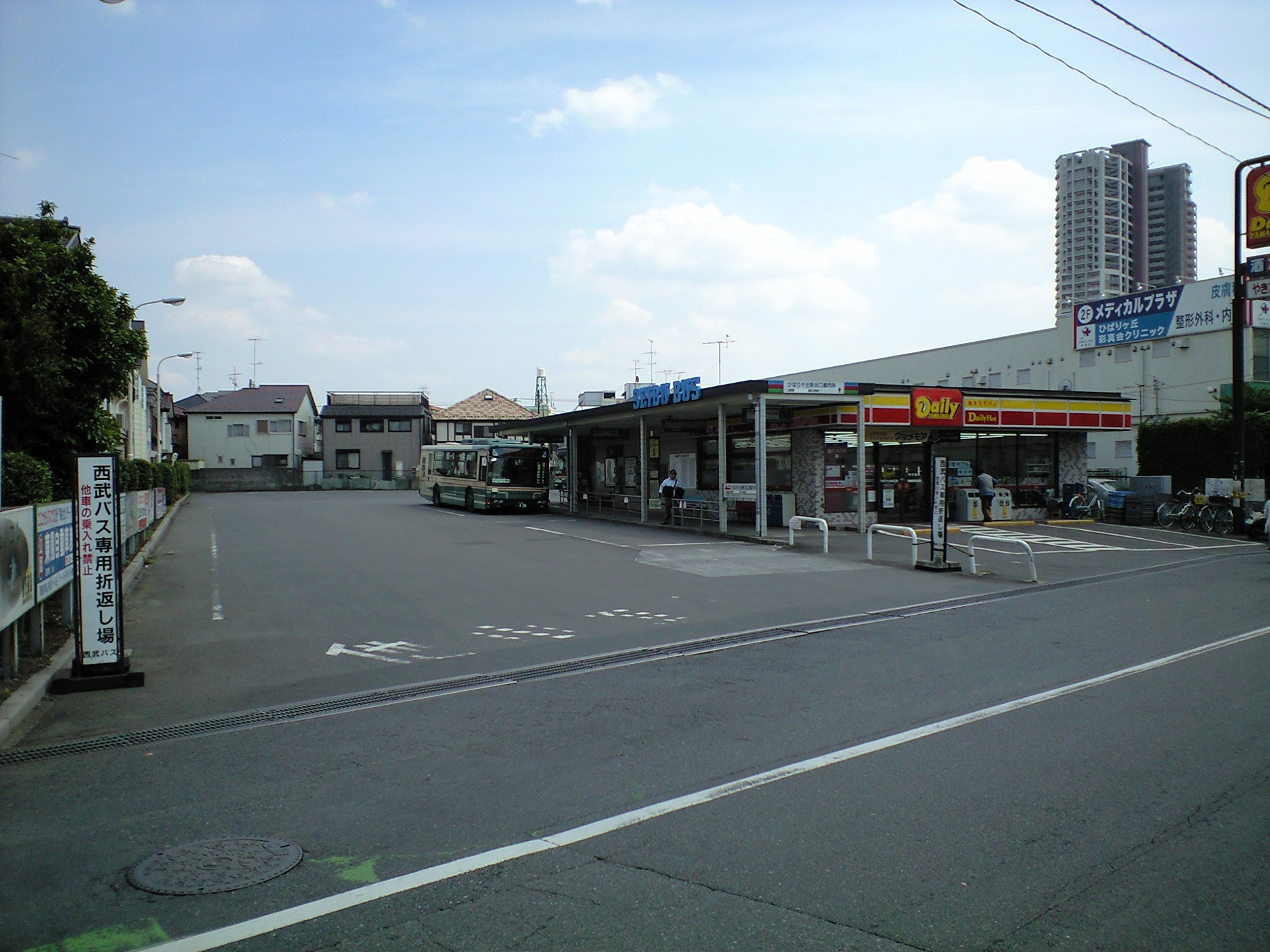
北口ロータリー完成前まで使われていた、旧・北口バスターミナル（2010年5月）
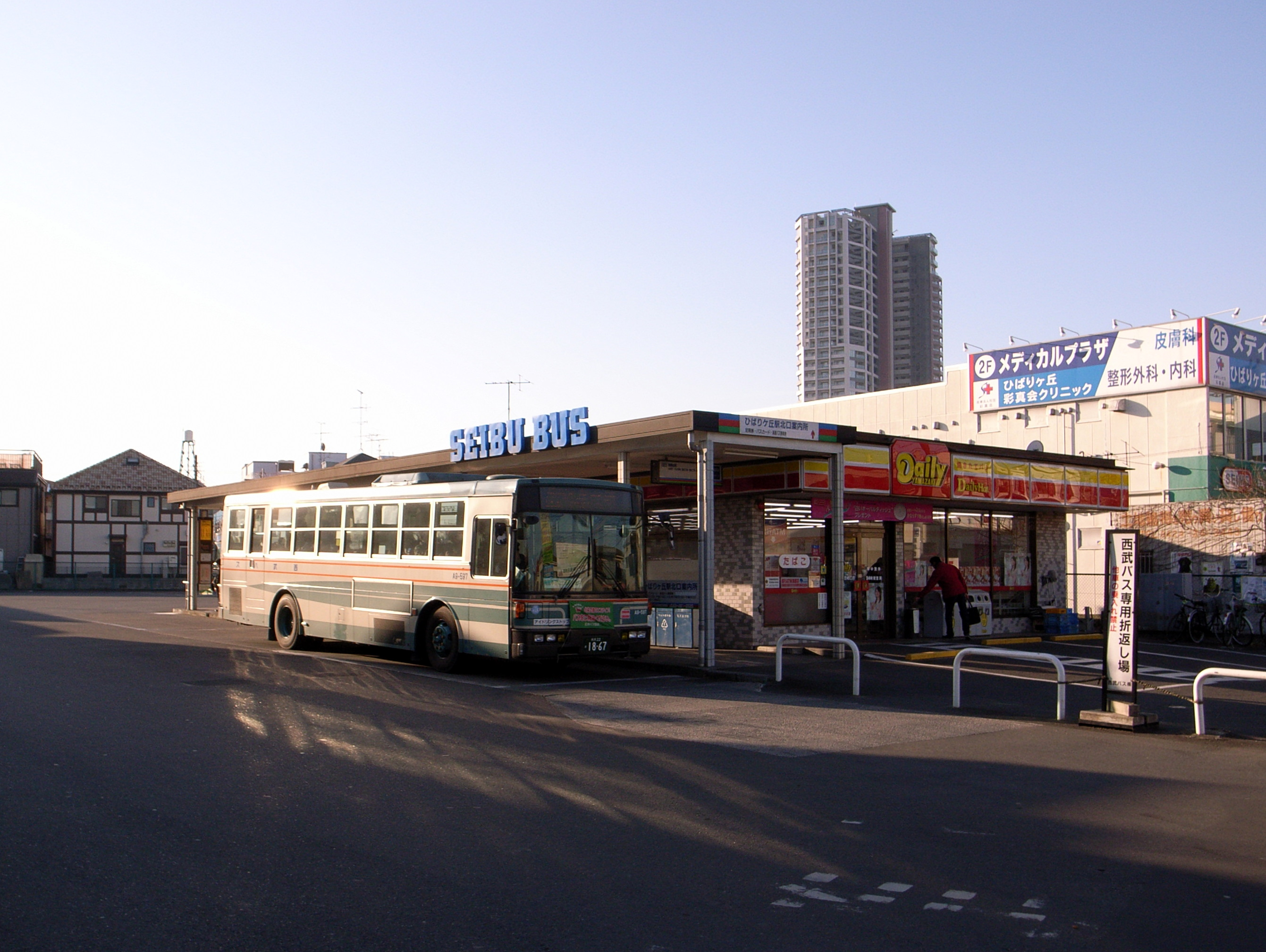
旧・北口バスターミナルに停車する西武バス（2010年9月）

### 北口（ひばりヶ丘駅入口）
旧・西武バス専用折返し場（現・待機場）内にあり、にいバス（新座市コミュニティバス）専用の停留所ポールが設置されている。両方向とも同一の停留所を使用する。北口駅前ロータリー供用開始後、西武バスに新設された「栗原五丁目」停留所付近から西武バス折返し場内に変更されている。
- にいバス東コース 右回り・左回り：新座市役所[18]

なお、西武バス・はなバスにも「ひばりヶ丘駅入口」という同名のバス停留所があるが、駅南口の谷戸新道沿いで場所が全く異なる。

## 隣の駅
西武鉄道

 池袋線
■快速急行・■急行
石神井公園駅 (SI10) - ひばりヶ丘駅 (SI13) - 所沢駅 (SI17)
■通勤急行（上りのみ運転）
通過
■快速（東久留米方当駅から各駅に停車）
石神井公園駅 (SI10) - ひばりヶ丘駅 (SI13) - 東久留米駅 (SI14)
■通勤準急（上りのみ運転）・■準急・■各駅停車
保谷駅 (SI12) - ひばりヶ丘駅 (SI13) - 東久留米駅 (SI14)

#### 利用状況に関する出典
東京都統計年鑑
1. ↑  昭和31年 (PDF)  - 14ページ
2. ↑  昭和32年 (PDF)  - 14ページ
3. ↑  昭和33年 (PDF)  - 14ページ
4. ↑  昭和34年
5. ↑  昭和35年
6. ↑  昭和36年
7. ↑  昭和37年
8. ↑  昭和38年
9. ↑  昭和39年
10. ↑  昭和40年
11. ↑  昭和41年
12. ↑  昭和42年
13. ↑  昭和43年
14. ↑  昭和44年
15. ↑  昭和45年
16. ↑  昭和46年
17. ↑  昭和47年
18. ↑  昭和48年
19. ↑  昭和49年
20. ↑  昭和50年
21. ↑  昭和51年
22. ↑  昭和52年
23. ↑  昭和53年
24. ↑  昭和54年
25. ↑  昭和55年
26. ↑  昭和56年
27. ↑  昭和57年
28. ↑  昭和58年
29. ↑  昭和59年
30. ↑  昭和60年
31. ↑  昭和61年
32. ↑  昭和62年
33. ↑  昭和63年
34. ↑  平成元年
35. ↑  平成2年
36. ↑  平成3年
37. ↑  平成4年
38. ↑  平成5年
39. ↑  平成6年
40. ↑  平成7年
41. ↑  平成8年
42. ↑  平成9年
43. ↑  平成10年 (PDF)
44. ↑  平成11年 (PDF)
45. ↑  平成12年
46. ↑  平成13年
47. ↑  平成14年
48. ↑  平成15年
49. ↑  平成16年
50. ↑  平成17年
51. ↑  平成18年
52. ↑  平成19年
53. ↑  平成20年
54. ↑  平成21年
55. ↑  平成22年
56. ↑  平成23年
57. ↑  平成24年
58. ↑  平成25年
59. ↑  平成26年
60. ↑  平成27年
61. ↑  平成28年
62. ↑  平成29年
63. ↑  平成30年
64. ↑  平成31年・令和元年

西武鉄道の1日平均利用客数
1. 1 2 3  “駅別乗降人員（2024年度１日平均）” (pdf).   西武鉄道. 2025年6月7日閲覧。
2. ↑  駅別乗降人員（2020年度1日平均） - ウェイバックマシン（2021年9月23日アーカイブ分）、2022年8月18日閲覧
3. ↑  駅別乗降人員（2021年度1日平均） - ウェイバックマシン（2022年7月8日アーカイブ分）、2022年8月18日閲覧
4. ↑  “駅別乗降人員（2022年度1日平均）” (pdf).   西武鉄道. 2023年7月22日閲覧。
5. ↑  “駅別乗降人員（2023年度１日平均）” (pdf).   西武鉄道. 2024年6月21日閲覧。